# 501(c) organization
Eine 501(c) organization (kurz: 501(c)) ist eine gemeinnützige Organisation, nach dem Bundesrecht der Vereinigten Staaten in Übereinstimmung mit dem Internal Revenue Code (26 U.S.C. § 501(c)). Damit ist sie eine von über 29 Arten gemeinnütziger Organisationen, die von einigen Einkommenssteuern auf Bundesebene befreit sind. In den Abschnitten 503 bis 505 sind die Voraussetzungen für den Erhalt solcher Ausnahmen festgelegt. Viele Staaten verweisen auch auf Abschnitt 501(c), um Definitionen von Organisationen zu finden, die von der staatlichen Besteuerung befreit sind. 501(c)-Organisationen können unbegrenzte Beiträge von Einzelpersonen, Unternehmen und Gewerkschaften erhalten.
Beispielsweise kann eine gemeinnützige Organisation gemäß Abschnitt 501(c)(3) steuerbefreit sein, wenn ihre Hauptaktivitäten wohltätigen, religiösen, erzieherischen, wissenschaftlichen oder literarischen Zwecken dienen, die öffentliche Sicherheit gewährleisten, Amateursportwettkämpfe fördern oder Grausamkeit gegenüber Kindern oder Tieren verhindern.
Diese Organisationen sollen in der Rechtsform einer US-amerikanischen Nonprofit Corporation oder Association, also einer gemeinnützigen Handelsgesellschaft oder Körperschaft gebildet sein.
Der Status wird auf Antrag vom Internal Revenue Service vergeben und ist an die Veröffentlichung einiger finanzieller Dokumente und eine Einschränkung der politischen Aktivitäten geknüpft. Der Name und die Rechte beziehen sich auf § 501 Title 26 subsection (c) United States Code (kurz: USC 26 § 501 (c)).

## Typen
Gemäß der IRS-Publikation 557 werden im Abschnitt „Organisationsreferenztabelle“ eine genaue Liste der 501(c)-Organisationstypen und ihrer entsprechenden Beschreibungen angegeben.
| Typ        | Originalbezeichnung | Deutsche Bezeichnung/Erklärung |
| ---------- | --- | --- |
| 501(c)(1)  | Corporations Organized Under Act of Congress (including Federal Credit Unions) | Dies sind Gesellschaften, die aufgrund eines gesonderten Gesetzes des Kongresses steuerbefreit sind. Hierzu gehören auch die Federal Credit Unions, dies sind bestimmte genossenschaftliche Banken. |
| 501(c)(2)  | Title Holding Corporation for Exempt Organization | Hierbei handelt es sich um Holdings, deren einziger Zweck ist, Vermögen zu halten und das daraus resultierende Einkommen abzüglich eigener Kosten, an eine weitere Organisation weiterzugeben, die unter IRC 501(a) fällt. |
| 501(c)(3)  | Religious, Educational, Charitable, Scientific, Literary, Testing for Public Safety, to Foster National or International Amateur Sports Competition, or Prevention of Cruelty to Children or Animals Organizations | Gemeinnützige Organisationen zur Förderung von Religion, Ausbildung, sozialen Zwecken, Wissenschaft, Kunst, Sport, Kinderschutz und Tierschutz; siehe auch Johnson Amendment |
| 501(c)(4)  | Civic Leagues, Social Welfare Organizations, and Local Associations of Employees | Civic Leagues sind gemeinnützige Organisationen, die sich um politiknahe Themen kümmern wie Transparenz und Effektivität der öffentlichen Verwaltung, Gleichstellung von Frauen und Minderheiten o. ä.. Bekannt ist die National Civic League. Social Welfare Organizations sind Sozialverbände, die ohne Gewinnerzielungsabsicht arbeiten. Associations of Employees sind Arbeitnehmerverbände. Für die Qualifizierung nach 501(c)(4) ist wesentlich, dass die betreffenden Organisationen nicht ausschließlich die Interessen ihrer Mitglieder verfolgen. Dies ist z. B. bei Hausbesitzerverbänden, politischen Unterstützerorganisationen oder Veteranenverbänden wesentlich. |
| 501(c)(5)  | Labor, Agricultural, and Horticultural Organizations | |
| 501(c)(6)  | Business Leagues, Chambers of Commerce, Real Estate Boards etc. | |
| 501(c)(7)  | Social and Recreational Clubs | |
| 501(c)(8)  | Fraternal Beneficiary Societies and Associations | |
| 501(c)(9)  | Voluntary Employee Beneficiary Associations | |
| 501(c)(10) | Domestic Fraternal Societies and Associations | |
| 501(c)(11) | Teachers’ Retirement Fund Associations | |
| 501(c)(12) | Benevolent Life Insurance Associations, Mutual Ditch or Irrigation Companies, Mutual or Cooperative Telephone Companies etc.                                                                                       | |
| 501(c)(13) | Friedhofsbetreiber (Cemetery Companies) | |
| 501(c)(14) | State-Chartered Credit Unions, Mutual Reserve Funds | |
| 501(c)(15) | Mutual Insurance Companies or Associations | |
| 501(c)(16) | Cooperative Organizations to Finance Crop Operations | |
| 501(c)(17) | Supplemental Unemployment Benefit Trusts | |
| 501(c)(18) | Employee Funded Pension Trust (created before June 25, 1959) | |
| 501(c)(19) | Post or Organization of Past or Present Members of the Armed Forces | |
| 501(c)(21) | Black Lung Benefit Trusts | |
| 501(c)(22) | Withdrawal Liability Payment Fund | |
| 501(c)(23) | Veterans Organization (created before 1880) | |
| 501(c)(25) | Title Holding Corporations or Trusts with Multiple Parents | |
| 501(c)(26) | State-Sponsored Organization Providing Health Coverage for High-Risk Individuals | |
| 501(c)(27) | State-Sponsored Workers’ Compensation Reinsurance Organization | |
| 501(c)(28) | National Railroad Retirement Investment Trust | |
| 501(c)(29) | CO-OP Health Insurance Issuers | |

## Offenlegung der Finanzen
Auch gegenüber der Öffentlichkeit werden die Finanzen aus dem Formular 990 zur Verfügung gestellt und können im Internet entweder über eine Angabe des Namens der Organisation oder EIN-Nummer (zum Beispiel: 13-4062019) abgerufen werden. Dies wird unter anderem von propublica und Charity Navigator angeboten. Charity Navigator gibt an, mehr als 200.000 Organisationen bewertet zu haben.